# Дијод-хексаоксид
Дијод-хексаоксид је оксид јода хемијске формуле .

## Добијање
Може се допити распадањем  или дехидратацијом еквимоларних раствора  и  у 95% сумпорној киселини, али на такав начин добијени производ садржи и неке нуспродукте сумпорне киселине. Неки извори наводе хемијску реакцију која описује добијање овог оксида распадањем тетрајод-ноноксида, али не потврђују добијање на тај начин, на пример:
{\displaystyle \mathrm {2I_{4}O_{9}\longrightarrow \;2I_{2}O_{6}+2I_{2}+3O_{2}} }

## Структура
Базична јединица молекула је , сачињена из два  октаедра са заједничком ивицом и два пирамидална  који деле темена са аксијално постављеним дуплим октаедром. У тако постављеним октаедрима, атоми јода имају оксидациони број +7, док преостала два у пирамиди имају оксидациони број +5. Због тога,  представља спој два различита молекула.